# Octavian Armașu
Octavian Armașu (n. 29 iulie 1969, Chișinău, URSS) este un bancher și economist moldovean. Din 2016 până în 2018 a ocupat funcția de ministru al finanțelor în timpul guvernării lui Pavel Filip. El a demisionat în noiembrie 2018 pentru a deveni guvernator al Băncii Naționale a Moldovei, funcție pe care a deținut-o până în decembrie 2023.

## Tinerețe și educație
Octavian Armașu s-a născut pe 29 iulie 1969 în Chișinău, capitala Republicii Sovietice Socialiste Moldovenești, în Uniunea Sovietică.
Din 1991 până în 1994, Armașu a studiat ingineria sistemelor cu specializare în tehnologia informației la Universitatea Tehnică a Moldovei din Chișinău. Între 1996 și 1997, el a urmat cursuri de conformitate financiară, contabilitate, marketing și management la Center for Private Business Reform, un proiect USAID din Statele Unite ale Americii. Între 2002 și 2006, a fost înscris în programul Chartered Financial Analyst al CFA Institute din SUA.

## Carieră profesională
Armașu și-a început cariera profesională în 1996 ca manager de vânzări la Glass Container Company din Chișinău, unde răspundea de cultivarea relațiilor cu clienții și de creșterea vânzărilor regionale în perioada de extindere post-sovietică a companiei.
În 1997 a intrat în echipa Onest Business Consulting, un joint‑venture olandez‑moldovean, ocupând funcția de consultant principal până în 1999. În același an, Armașu a trecut în sectorul industrial, la Südzucker, o companie germană și cel mai mare producător de zahăr din lume, fiind numit controller financiar al filialei din Moldova. După doi ani în care a supervizat controalele financiare interne, în 2001 a fost avansat ca șef al departamentului de control financiar al Südzucker Moldova.
În aprilie 2014, în calitate de director financiar al Südzucker Moldova, Armașu a subliniat că, în ciuda unei majorări recente a prețului, zahărul de pe piața internă rămânea mai ieftin decât media regională, ceea ce a determinat producătorii moldoveni să își extindă exporturile către Cipru, Bulgaria și țările baltice. În august 2014, când Rusia a interzis importul zahărului moldovenesc în cadrul regimului de liber schimb, Armașu a estimat că decizia ar putea genera pierderi comerciale de aproximativ 250 de milioane de lei pentru industria moldovenească.
Din martie 2004 până în ianuarie 2016 a ocupat funcția de director financiar și membru al consiliului de administrație, coordonând planificarea, bugetarea și analiza financiară. A deținut acest post până în ianuarie 2016, când a părăsit sectorul privat pentru a prelua funcția de ministru al finanțelor.

## Funcție publică (2016–2023)

### Ministrul finanțelor (2016–2018)
Pe 20 ianuarie 2016, Armașu a preluat funcția de ministru al finanțelor în guvernul condus de Pavel Filip, succedându-i lui Anatol Arapu. Pe 30 noiembrie, el a fost semnat un memorandum cu mai multe ONG-uri, asociații de business și companii IT pentru adoptarea sistemului de achiziții publice electronice, care urma să fie lansat la 1 ianuarie 2017. În februarie 2017, Armașu a susținut majorarea taxelor pe tutun, afirmând că măsura urmărea în principal îmbunătățirea sănătății publice, precum și creșterea veniturilor bugetare. La lansarea programului „Prima Casă II”, pe 16 mai 2018, Armașu a declarat că unul dintre obiectivele programului este sprijinirea tinerilor în obținerea unei locuințe și în continuarea activității în sectorul public.

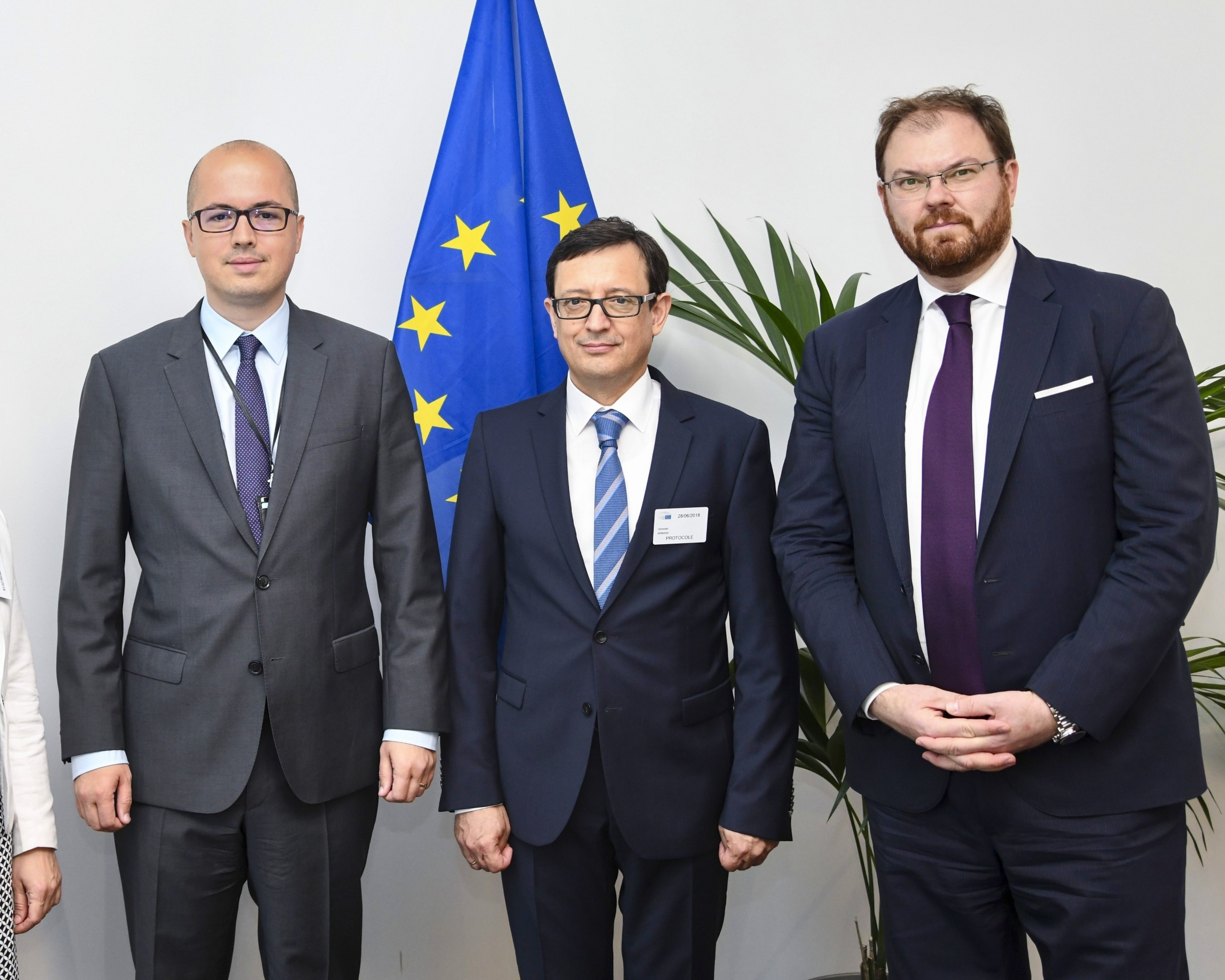
Armașu cu Andi Cristea (stânga) și guvernatorul BNM Sergiu Cioclea la Bruxelles, 28 iunie 2018

În octombrie 2018, Armașu a prezentat legea unitară a salarizării în sectorul public din Moldova, care înlocuia multiple reglementări salariale cu o grilă unică de salarizare, garantând un salariu minim lunar de 2.000 MDL și majorând salariile categoriilor cu venituri reduse. El a afirmat că reforma a redus raportul dintre cele mai mari și cele mai mici salarii de la 33 la 1 la aproximativ 16 la 1, a introdus o scară de coeficienți între 1 și 15, cu componente fixe și variabile, și a mărit fondul total de salarii cu 1,3 miliarde MDL pentru a asigura acoperirea integrală.
În 2018 a fost pusă baza reglementării sectorului respectiv prin adoptarea și intrarea în vigoare, la 1 octombrie, a Legii cu privire la organizațiile de creditare nebancară. În ianuarie anul următor, Armașu a declarat că reforma va „contribui la crearea unui mediu concurențial sănătos, la asigurarea unei asumări echilibrate a riscurilor și la oferirea către clienți a unor instrumente variate de finanțare, protejând în același timp drepturile consumatorilor”.

### Guvernator (2018–2023)
Pe 29 noiembrie 2018, Armașu a fost numit în funcția de guvernator al Băncii Naționale a Moldovei pentru un mandat de șase ani, la propunerea Partidului Democrat din Moldova (PDM), și a preluat oficial mandatul a doua zi. La preluarea mandatului, el a declarat că mandatul său s-ar caracteriza prin „continuitate”, lăudând reformele făcute de predecesorul său, Sergiu Cioclea. Pe 11 ianuarie 2019, Banca Națională a Moldovei a ordonat unor blocuri mari de acționari din două bănci comerciale din țară să-și vândă acțiunile și le-a suspendat o parte din drepturi, într-un efort de a „curăța” sectorul bancar. În mai a acelui an, Armașu, la solicitarea presei, a afirmat că acceptarea MDL în Transnistria reprezintă o condiție prealabilă pentru integrarea transnistreană în sistemul bancar al Republicii Moldova. În decembrie 2020, Armașu a criticat anularea așa-numitei „Legii miliardului”, declarând:
„Executarea garanției de stat și neadmiterea decapitalizării băncii centrale prin emisiunea valorilor mobiliare de stat s-a făcut în scopul menținerii stabilității financiare a Republicii Moldova, fiind un element de salvgardare a sistemului financiar-bancar cerut de Fondul Monetar Internațional”—Octavian Armașu, 18 decembrie 2020

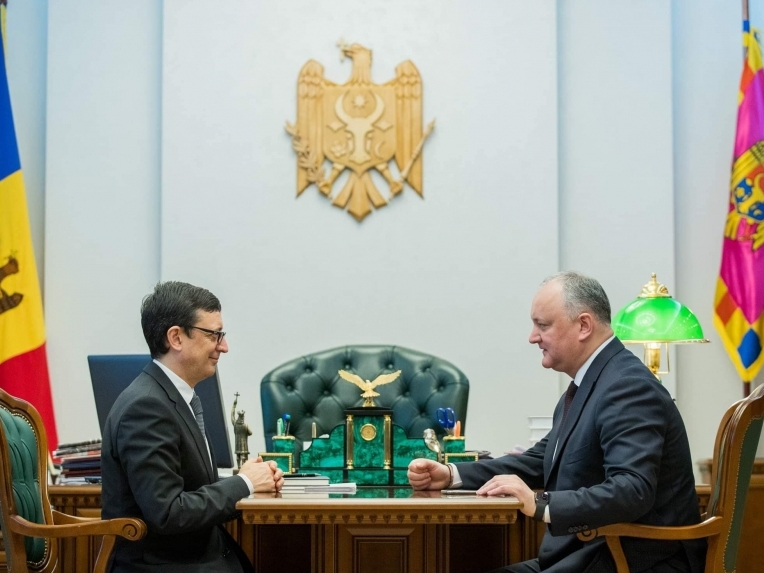
Armașu cu președintele Igor Dodon, 19 februarie 2020

În martie 2021, Armașu s‑a opus propunerii liderului PSRM și fostului președinte Igor Dodon de a utiliza rezervele valutare ale țării în contextul pandemiei COVID‑19, descriindu‑o ca fiind contrară legii.. Pe 11 iunie 2021, Armașu și Mugur Isărescu, guvernatorul Băncii Naționale a României, au reînnoit acordul de cooperare între cele două bănci centrale, extinzând colaborarea în materie de consolidare a capacităților instituționale, supraveghere și gestionare a situațiilor de criză, în domeniul activității prestatorilor de servicii de plată și al emitenților de monedă electronică, precum și al infrastructurii piețelor financiare.
În ianuarie 2022, FMI a declarat că măsurile luate de autorități între 2016 și 2020 în cadrul acordurilor ECF/EFF au „sprijinit reabilitarea sectorului bancar și au restabilit stabilitatea macrofinanciară” în urma scandalului fraudei bancare din 2014. În februarie, Armașu a prezentat prognoza BNM conform căreia inflația anuală va depăși 20% în trimestrele al doilea și al treilea. În iunie, el a declarat că BNM ar utiliza „toate instrumentele de politică monetară„ pentru a aduce într-un termen mediu inflația la nivelul de 5%. Mandatul său a fost caracterizat în mare măsură de efectele economice ale pandemiei de COVID-19 în 2020, precum și ale invaziei rusești în Ucraina în februarie 2022. Pe 5 decembrie, Armașu a anunțat începutul relaxării politicii monetare, deoarece inflația a fost considerată ținută sub control ca urmare a înăspririi anterioare a politicii monetare. Astfel, rata de bază a fost redusă treptat de la 21,5% la 6% până în iunie 2023.

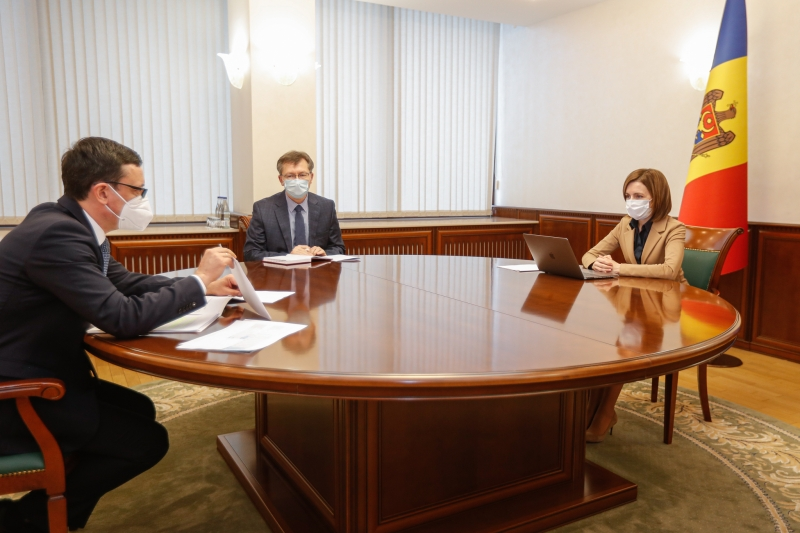
Armașu cu președintele Maia Sandu, 23 martie 2021

Pe 15 noiembrie 2023, Armașu a anunțat că, datorită eforturilor BNM, inflația a revenit în coridorul de variație între 3,5 și 6,5%, declarând: „Factorii pro-inflaționiști vor fi mai slabi în orizontul previzibil al evenimentelor, iar sarcina noastră, deocamdată, este să urmăm o politică monetară care să stimuleze cererea agregată”. În plus, rata anuală pentru 2024 a fost redusă de la 5,1% la 4,5%.
Pe 21 decembrie 2023, Parlamentul Republicii Moldova a votat cu 81 din cele 101 de voturi în favoarea demiterii lui Armașu. Membrii PSRM s-au alăturat partidului pro-european Acțiune și Solidaritate al președintei Maia Sandu pentru a asigura un vot de două treimi. A fost succedat de Anca Dragu, politician român. Într-un raport din iunie 2024, Comisia Europeană a calificat demiterea lui Armașu drept bruscă și neașteptată, afirmând că „procedura prin care fostul guvernator a fost demis este un motiv de îngrijorare și poate reprezenta un risc pentru independența băncii centrale”. Decizia a fost criticată și de Fondul Monetar Internațional.

## Carieră ulterioară (2023–prezent)
În martie 2025, Armașu a fost numit consilier al lui Isărescu.

## Viața personală
Începând cu octombrie 2016, Armașu era căsătorit și avea doi copii.